# Пшемыслав I Носак
Пшемыслав I Носак (Цешинский) (пол. Przemysław I Noszak; родился между 1332 и 1336, скончался 23 августа 1410) — князь Цешинский (1358–1410), Бытомский (половина княжества, 1358–1405) и Севежский (1358–1359, 1368–1410). В 1378—1382 годах правил в Жорах, с 1384 года владел половиной Глогувского и Сцинавского княжеств. В 1397—1401 правил в Олесно, с 1385 в Стшелине, а в 1401—1405 в Тошеке.
Его вспоминают как одного из сильнейших Цешинских князей из династии Пястов. Он продемонстрировал Европе своё искусство в переговорах, в политике, а также имел опыт в бизнесе и поместном деле. Тем не менее, мало что известно о его внутренней политике.

## Происхождение
Пшемыслав происходит из династии Силезских Пястов. Его отцом был Казимир I Цешинский, а матерью — Евфимия Мазовецкая. Хотя Пшемыслав и был третьим по старшинству сыном, его старшие братья Владислав (скончался в Пизе во время коронации Карла IV) и Болеслав умерли рано, и в 1358 году все земли его отца и власть перешли к нему.

## Биография
С 1355 года, после смерти старшего брата Владислава, отец направил его ко двору чешского короля и императора Карла Люксембургского. Через год он получил должность судьи королевского двора, которую раньше занимал его брат. После смерти отца в 1358 году он унаследовал все его владения, продолжив дипломатическую карьеру при императорском дворе.
Примерно в 1360 году он женился на Елизавете, дочери князя Болеслава Бытомского, что дало ему дополнительные права на наследование половины Бытомского княжества, которой с 1357 года владел его отец Казимир I Цешинский. Разделение Бытомского княжества между Пшемыславом и Конрадом I Олесницким было окончательно закреплено в 1359 году. Казимир I стал законным опекуном трех дочерей покойного герцога Бытомского — Елизаветы (будущей жены Пшемыслава), Евфимии и Больки, которым пришлось отказаться от всех претензий на отцовское наследство, поэтому князья цешинские получили почти все наследство князя Болеслава (кроме Козле и половины Бытома, доставшихся князьям олесницким).
Пшемыслав быстро стал важной фигурой при пражском дворе, и император Карл IV поручал ему многочисленные, а иногда и очень трудные задания. В 1361 году он помог заключить соглашение между Прагой и маркграфами Бранденбурга и способствовал получение Карлом IV наследства Людовика Виттельсбаха. Кроме того, он успешно разрушил союз между королем Венгрии Людовиком I Великим и немецкими князьями. О высоком положении князя Цешинского говорит и тот факт, что он принимал участие в знаменитом съезде европейских монархов в Кракове.
В 1380 году его отправили в Париж, где он должен был сохранить союз между Чехией и Францией, но эта миссия успехом не увенчалась. Он также пытался договориться о мире между Англией и Францией, которые были вовлечены в Столетнюю войну. Пшемыслав сумел договориться о браке принцессы Анны Чешской, дочери Карла IV, с королем Англии Ричардом II. Его дочь Маргарита отправилась в Англию вместе с Анной в качестве ее фрейлины. В награду за успешные переговоры князь Цешинский получил от короля Ричарда II годовое жалованье в размере 500 фунтов стерлингов. Благодаря успешным переговорам в Англии существенно улучшились отношения между Пшемыславом и преемником Карла IV Вацлавом IV. Чешский король, который также был германским королем, назначил князя Цешинского своим наместником в немецких землях. На этом новом посту дипломатические навыки Пшемыслава были использованы в нескольких спорах между различными представителями местной знати, например, при заключении Гейдельбергского и Кобленцского мирных соглашений  и в 1389 году во время переговоров о границах между Чешским королевством и Мейсенским маркграфством.
Со второй половине 1380-х годов Пшемыслав Носак стал активно участвовать во внутренней политике Чешского королевства. В 1386 году, во время пребывания короля Вацлава за границей, он исполнял обязанности наместника королевства. Возвышение цешинского князя вызвало усиление напряженности в отношениях между чешской и иностранной знатью, и в итоге он был смещен со своих постов и заменен Яном II Железным, князем Ратиборским. Это привело к глубокой вражде между двумя князьями. Кульминацией этого спора стало убийство старшего сына цешинского князя Пшемыслава Младшего 1 января 1406 года недалеко от города Рыбник, во время его возвращения из Гливице в Цешин, неким Мартином Хрзаном, действовавшим по указанию князя Яна II. Конфликт был окончательно прекращен мирным договором, подписанным 7 ноября 1407 года в Жорах.
В результате нестабильной ситуации в Чехии участились акты бандитизма. Дипломатические усилия Пшемыслава привели к заключению договора с польским королем Владиславом II Ягайло, подписанного 12 июня 1397 года, в котором обе стороны обязались бороться с бандитизмом в пограничных землях. Пшемыслав завоевал доверие польского короля, который передал ему в залог люблинецкие и олесьские земли Краковского воеводства (эти территории оставались у него до 1401 года). Пшемыслав Носак также принимал участие в польско-тевтонских переговорах 1410 года, которые закончились безуспешно.
После 1378 года Пшемыслав все чаще стал страдать от подагры. Эта болезнь, в конечном счете, привела энергичного князя к полному параличу конечностей, поэтому он был вынужден пользоваться носилками. Именно в это время Пшемыслав Цешинский стал известен под своим прозвищем: Носак (пол. Noszak, чеш. Nošák) (от польского «носич» - нести). Прогрессирующая болезнь вынудила Пшемыслава в 1396 году отказаться от участия в чешской политике.

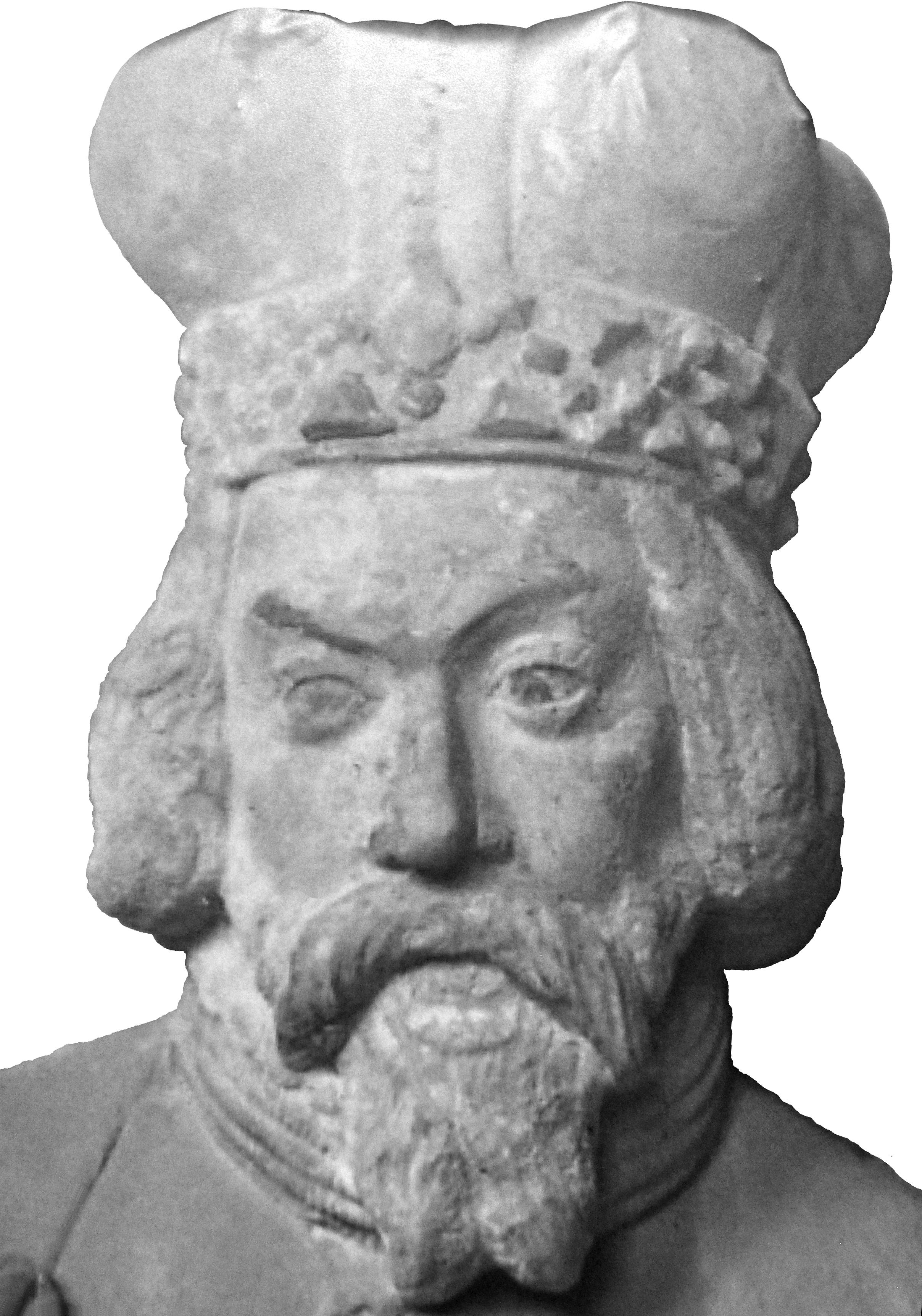
Скульптура у надгробия Пшемыслава I Носака Цешинского

За время своего правления Пшемыслав I значительно расширил границы владений Цешинских Пястов. От отца он унаследовал Цешинское, половину Бытомского и Севежское княжества (последнее выкуплено его отцом Казимиром I в 1337 году у Владислава II Бытомского). Впоследствии ему пришлось продать его в 1359 году за 2300 гривен серебра князю Болеславу II Малому, но оно вернулось к Цешинскому в 1368 году после смерти бездетного Болеслава II. В 1378-1382 годах он также отобрал у князей Ратиборских город Жоры. Наконец, при поддержке короля Вацлава IV, в 1384 году он получил половину Глогувского и Сцинавского княжеств, а год спустя (в 1385 году) он выкупил город Стшелин у князя Болеслава III Зембицкого. Кроме того, Пшемыслав присоединил к своим владениям город Затор, подаренный ему императором Карлом IV в 1372 году. В 1401 году князь Цешинский приобрел город Тошек.
Как ближайший родственник по мужской линии герцога Яна III Освенцимского, Пшемыслав получил право наследования его княжества в случае отсутствия у освенцимского князя мужского потомства. Так и случилось в 1405 году, когда скончался бездетный князь Ян III, и Пшемыслав Носак унаследовал Освенцимское княжество, но сразу же уступил его (вместе с Затором) своему старшему сыну и тезке Пшемыславу Младшему, который за год до этого получил в управление половину Глогувского и Сцинавского княжеств. После гибели Пшемыслава Младшего в 1406 году половина Глогува и половина Сцинавы вернулись к Пшемыславу Носаку. Освенцим унаследовал единственный сын покойного князя Казимир, который, будучи в то время несовершеннолетним, находился под регентством своего деда, а после его смерти – своего дяди Болеслава I, получившего в самостоятельное управление половину Бытомского княжества и Тошек в 1405 году.
Князь Пшемыслав I Носак умер 23 августа 1410 года и был похоронен на территории бывшего доминиканского монастыря святой Марии-Магдалены в Цешине.

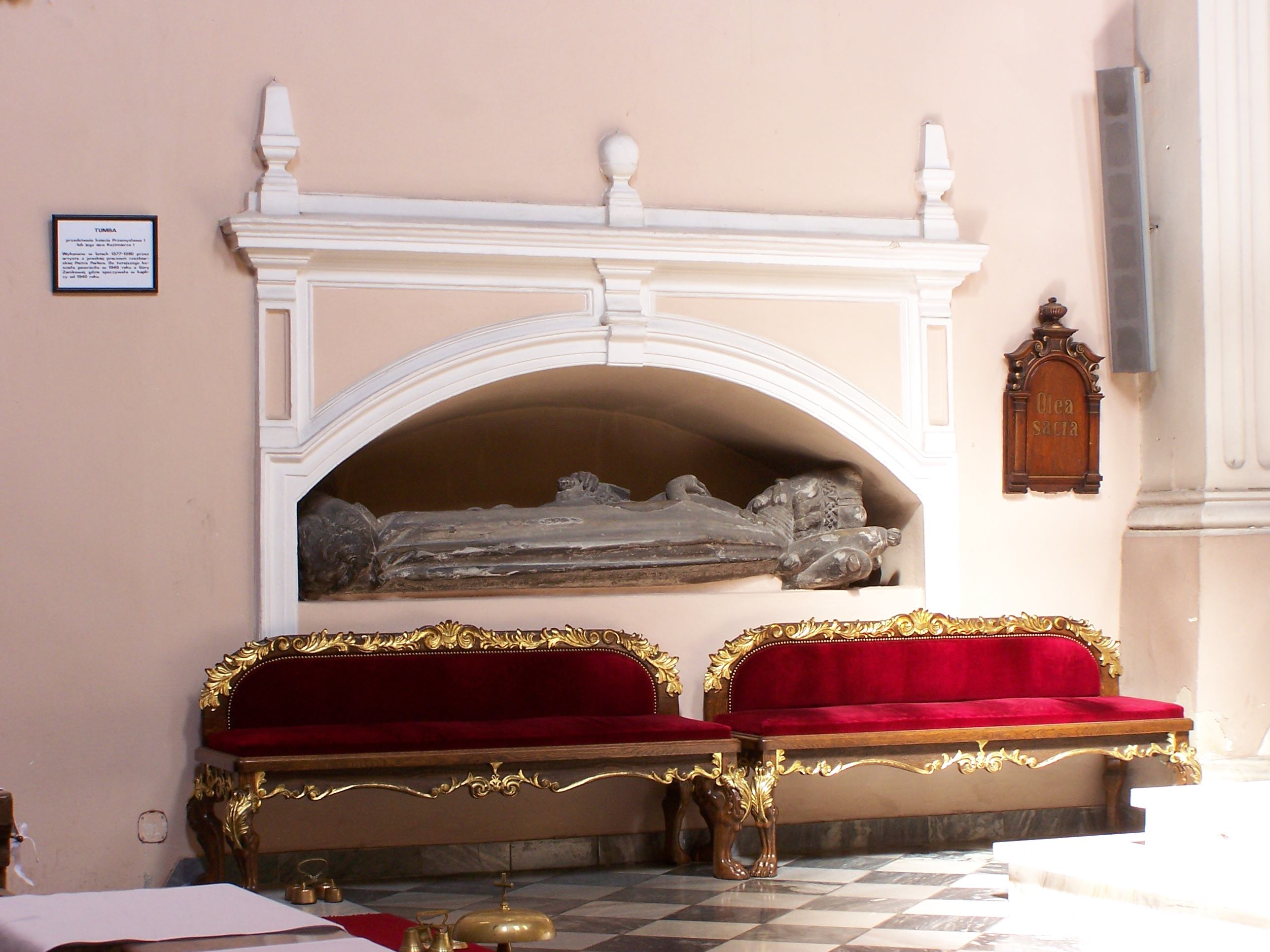
Надгробие Пшемыслава I Носака в Тошеке

## Семья и дети
Около 1360 года князь Пшемыслав I Цешинский женился на Елизавете Бытомской (1347/1350—1374), старшей дочери князя Болеслава Бытомского. Дети от этого брака:
- Пшемыслав Младший Освенцимский (ок. 1362 — 1 января 1406), князь освенцимский, глогувский и сцинавский
- Болеслав I Цешинский (ок. 1363 — 6 мая 1431), князь цешинский, севежский, бытомский, глогувский и сцинавский
- Маргарита Цешинская (ок. 1365/1370 — 27 июня 1413/1416), фрейлина королевы Англии Анны Чешской
- Анна Цешинская (вторая половина XIV века — между 1403 и 1420), жена с 1396 года Генриха IX, князя любинского

Генеалогическое древо этой ветви Пястов
```
Пяст
 IX век- легендарный родоначальник династии Пястов
~ 
Жепиха

└─>
Земовит
 IX век
    ~ NN
    └─>
Лешек
 IX - X века
       ~ NN
       └─>
Земомысл
 X век
          ~ NN
          └─>
Мешко I
 (ок. 
930
-
992
), правил 
ок. 
960
-
992

             ~ 
Ода Дитриховна
 (ум. 
1023
), дочка 
Дитриха
, маркграфа 
Северной Марки

             └─>
Болеслав I Храбрый
 (
967
-
1025
), правил 
992
-
1025
, король 
1025
 
                ~ NN, принцесса 
Венгерская

                └─>
Мешко II
 (
990
-
1033
), правил 
1025
-
1034
, король 
1025
-
1031

                   ~ 
Рыкса Лотарингская
 (ум. 
1063
), дочка 
Эццо
, пфальцграфа 
Лотарингии

                   └─>
Казимир I
 (
1016
-
1058
), правил 
1034
(?)-
1058

                      ~ 
Мария Добронега
 (ум. 
1087
), дочка 
Владимира Святославича

                      └─>
Владислав I Герман
 (
1040
-
1102
), правил 
1079
-
1102

                         ~ NN
                         └─>
Болеслав III Кривоустый
 (
1086
-
1138
), правил 
1102
 - 
1138

                            ~ 
Сбыслава Киевская
 (
1085
-
1114
), дочка 
Святополка Изяславича

                            └─>
Владислав II Изгнанник
 (
1105
-
1159
), правил 
1138
-
1146

                               ~ 
Агнесса фон Бабенберг
 (
1111
-
1157
) 
                               └─> 
Мешко I Плясоногий
 (
1130
-
1211
), правил 
1210
-
1211
, князь Рацибужский с 
1163

                                   ~ Людмила Чешская(?)
                                   └─> 
Казимир I Опольский
 (
1178
-
1230
), князь 
Опольский
 и 
Рацибужский
 с 
1211

                                       ~ Виола
                                       └─> 
Владислав Опольский
 (ок. 
1225
 - 
1281
/
1282
), князь 
Опольский
 и 
Рацибужский
 с 
1246
, князь 
Калишский
 в 
1234
-
1244
, князь 
Рудский
 в 
1234
-
1249

                                           ~ NN
                                           └─> 
Мешко I Цешинский
 (ок. 
1252
/
1256
 - 
1314
/
1315
), князь 
Цешинский
, 
Освенцимский
, 
Рацибужский
 с 1290.                                                     
                                               ~ NN
                                               └─> 
Казимир I Цешинский
 (ок. 
1280
/
1290
 - 
1358
), князь 
Цешинский
 в 
1315
 в результате разделения, наследственный вассал Чехии с 1327, князь 
Бытомский
 с 1357, князь 
Севежский
 с 1337
                                                   ~ Евфимия
                                                   └─> 
Пшемыслав I Носак
 (ок. 
1332
/
1336
 - 
1410
), князь 
Цешинский
 (1358–1410), 
Бытомский
 (половина княжества, 1358–1405) и 
Севежский
 (1358–1359, 1368–1410). В 1378—1382 годах правил в 
Жорах
, с 1384 года владел половиной 
Глогувского
 и 
Сцинавского княжеств
. В 1397—1401 правил в 
Олесно
, с 1385 в 
Стшелине
, а в 1401—1405 в 
Тошеке
.                                  
                                                       ~ Елизавета Бытомская
```